# Hirschbach, Oberpfalz
Hirschbach är en kommun och ort i Landkreis Amberg-Sulzbach i Regierungsbezirk Oberpfalz i förbundslandet Bayern i Tyskland.
Kommunen ingår i kommunalförbundet Königstein tillsammans med köpingen Königstein.